# Римські канікули
«Римські канікули» (англ. Roman Holiday) — романтична кінокомедія або лірична драма 1953 року режисера Вільяма Вайлера. Головна та перша відома велика роль Одрі Гепберн. Також у фільмі у головних ролях знялися Грегорі Пек та Едді Альберт.

## Сюжет

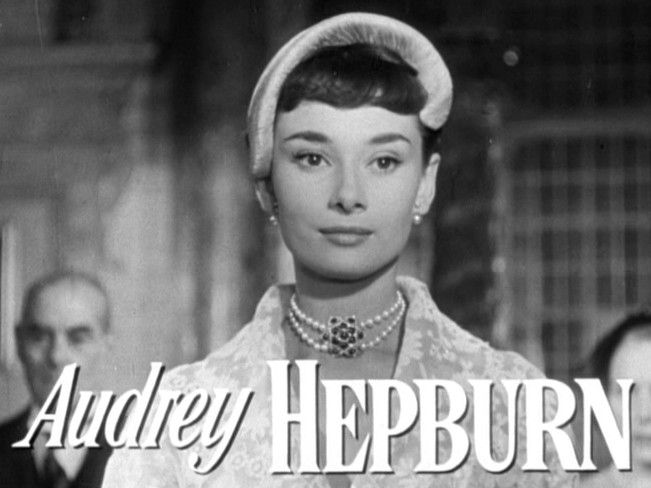
Одрі Гепберн у ролі принцеси Анни

У рамках дипломатичного туру країнами Європи, до Риму з офіційним візитом прибуває принцеса Анна. На офіційній церемонії на її честь, відбуваються протокольні знайомства з урядовцями та першими політиками Італії. По завершенню урочистостей напружений розклад візиту виводить принцесу з рівноваги. Втомлена Анна впадає в істерику ще й через те, що і наступні дні складатимуться з низки таких одноманітних офіційних візитів та церемоній. Щоб заспокоїти принцесу фрейліна-графиня покликала лікаря, який робить Анні ін'єкцію снодійного.

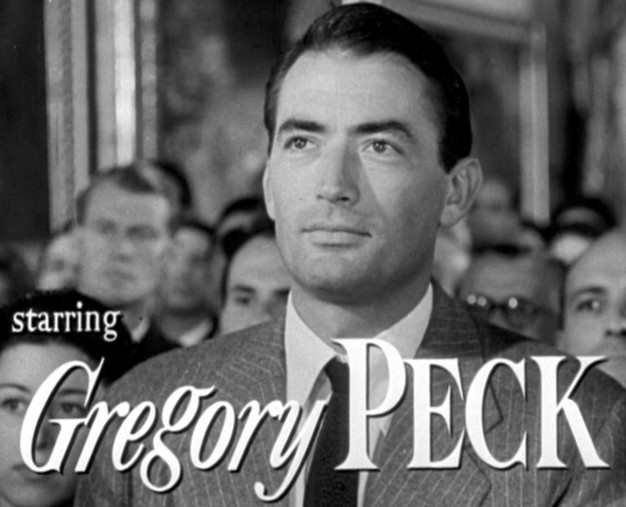
Грегорі Пек у ролі Джо Бредлі

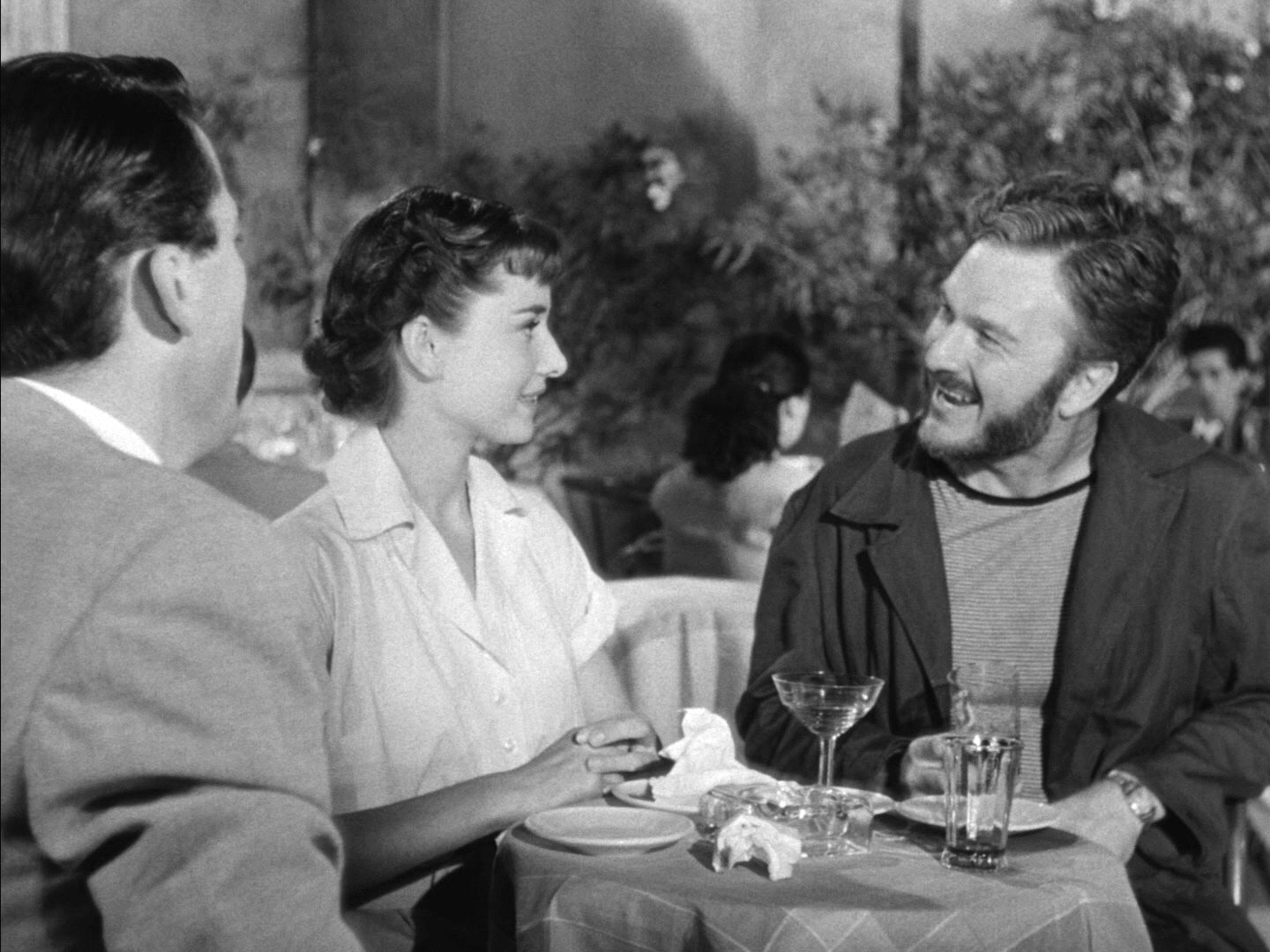
Джо, Анна та Ірвін у кав'ярні

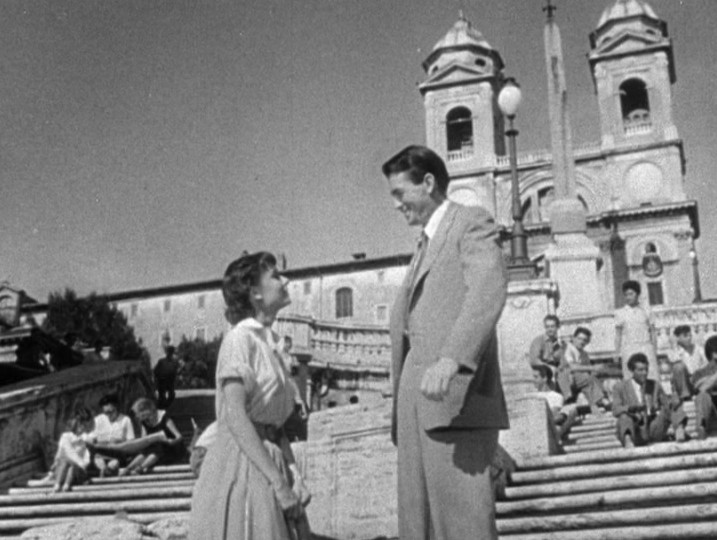
Зустріч принцеси Анни та Джо Бредлі на Іспанських сходах

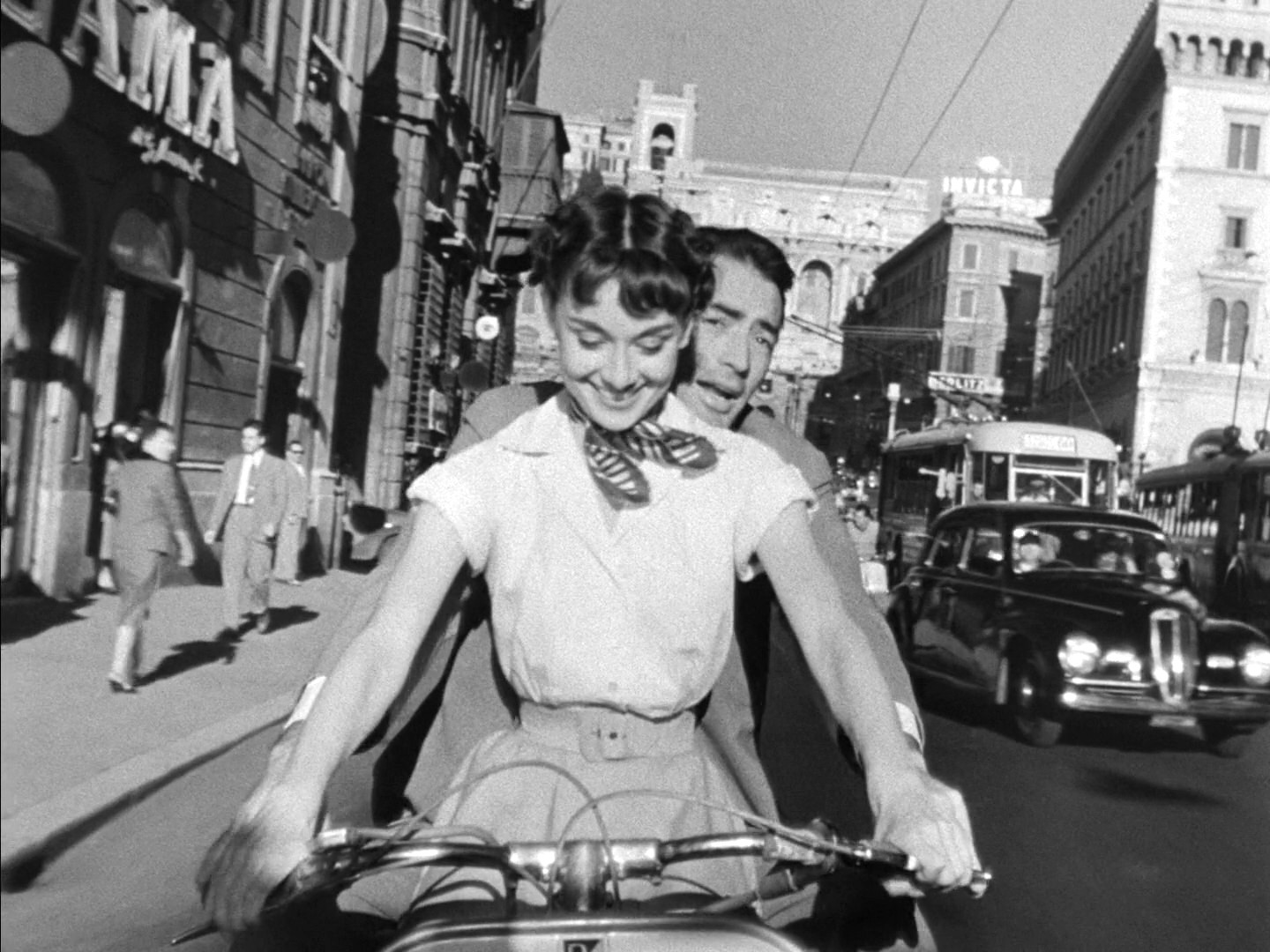
Джо та Анна подорожують Римом на скутері

Та коли придворні залишили її наодинці, Анна потайки тікає з палацу, опиняється у самому серці нічного Риму та насолоджується новим для себе відчуттями свободи. Проте дається взнаки снодійне, через яке вона засинає прямо на бортику міських розкопок, повз які повертався додому після гри в карти американський репортер Джо Бредлі. Не діставши від дівчини відповіді про місце її проживання (Анна крізь сон твердить що живе в Колізеї), він оплачує таксиста, який відмовляється їхати без чіткої адреси. Джо змушений відвезти випадкову незнайомку до себе додому.
Сонна та безпорадна Анна, яка звикла до оточення покоївок, просить Джо допомогти їй роздягнутися. Спантеличений репортер пояснює їй, що він їй не зможе допомогти, а тому ненадовго вийде з кімнати, щоб дати дівчині змогу самій переодягтися в піжаму. Коли Джо повернувся, то побачив, що всупереч його проханню лягти на канапку ця дівчина спокійно спить у його ліжку.
Тим часом у посольстві вже встигли помітити зникнення принцеси Анни. Поліція отримує таємний наказ знайти дівчину.
Наступного ранку Джо Бредлі проспав пресконференцію принцеси Анни. Він швидко вдягається та їде на таксі до редакції газети де він працює. Своєму шефові він розповідає байку про те, що нібито взяв інтерв'ю в принцеси. Шеф удає, що вірить та потім раптово показує своєму працівникові перші заголовки газети, де величезним шрифтом повідомлялося про хворобу принцеси Анни та скасування всіх пресконференцій принцеси. Джо дивиться на фото принцеси й німіє з подиву: на фотознімку була розкішно вбрана дівчина, надзвичайно схожа на ту, якій Бредлі надав нічний притулок, і яка зараз спокійно спить у його кімнаті!
Джо заявляє головному редактору, що він зуміє взяти «пікантне» інтерв'ю у принцеси Анни й, зрозуміло, зробить він це за певну суму доларів. Геннесі погоджується і Джо їде до себе додому. Там він застає дівчину. Вона прокидається і з подивом для себе бачить, що всі її нічні пригоди не сон. Анна представляється Джо просто як Аня, а Бредлі, своєю чергою, не сказав їй, що він репортер. Вона просить у нього дозволу прийняти ванну, а Джо тим часом поспішає вниз та дзвонить своєму другові — фотографу Ірвіну Радовичу. Бредлі говорить йому, що є «винятковий матеріал» для роботи й призначає зустріч у кафе.

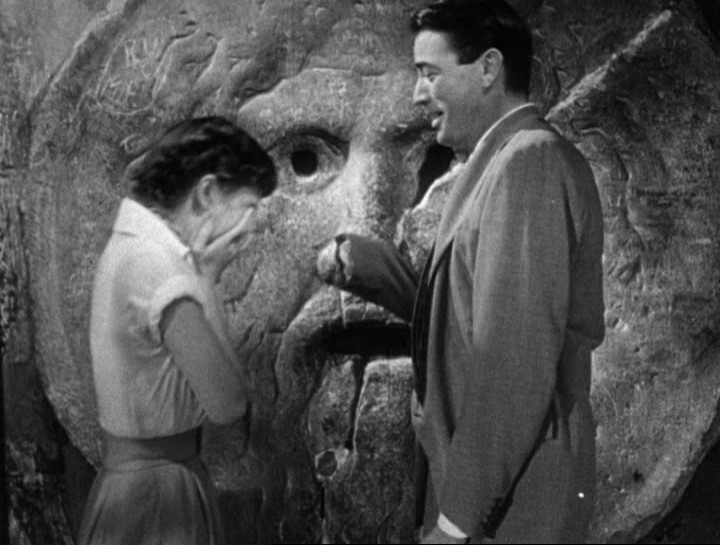
Джо та Анна біля «Вуст Правди»

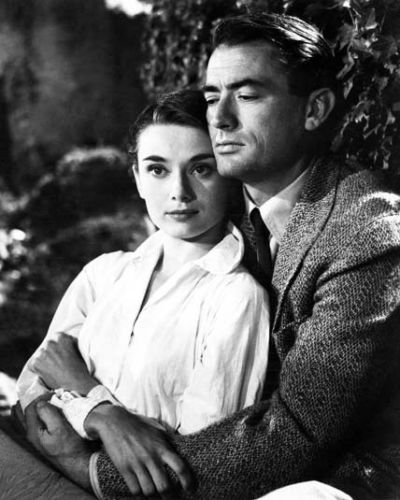
Джо та Анна

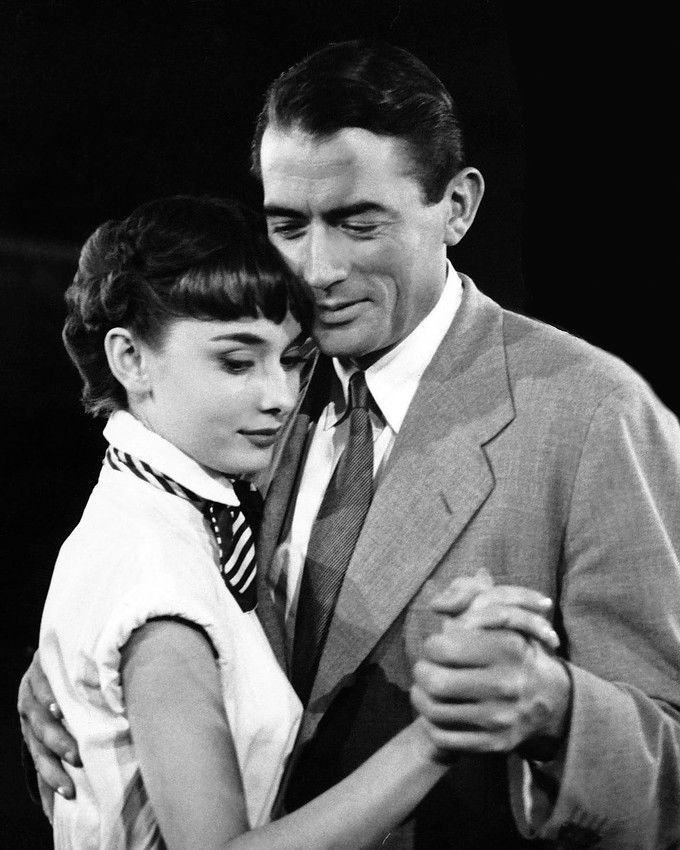
Джо та Анна

Але Анна вже чекає Джо, щоб подякувати йому за прихисток і просить у нього трохи грошей в борг, обіцяючи повернути їх поштою. Вона прощається з Джо і вирушає на прогулянку Римом. Журналіст пішов за нею, аби не втрачати з виду. Після того як Анна зайшла в перукарню, Джо зустрічається з нею на Іспанських сходах, вдаючи, що це випадковість. Він пропонує їй провести цей день як канікули. Дівчина погоджується і вони прямують до кафе, де їх повинен чекати Ірвін.
Джо, відвівши Ірвіна в бік, повідомляє йому, що це і є принцеса Анна. Після цього Ірвін фотографує принцесу фотоапаратом, замаскованим під запальничку. Разом трійця відвідує всі значні історичні та архітектурні пам'ятки Риму і навіть потрапляє до поліцейського відділку, з якого їм вдалося вибратися лише завдяки вигадці Бредлі, що у них сьогодні весілля.
Після всіх цих пригод принцеса та журналісти відвідують танцмайданчик, де їх помічають агенти спецслужб, які розшукували Анну. Зав'язалася сутичка, у ході якої агентів заарештувала поліція за порушення громадського порядку, а принцеса та Джо були вимушені діставатися берега вплав. Змоклі, не помічаючи холоду, вони, нарешті, зважилися на пристрасний романтичний поцілунок.
Вже вдома у Бредлі Анна розуміє, що її обов'язок перед країною вищий романтичних почуттів і просить Джо довезти її до воріт посольства. Журналіст виконує її прохання, а потім повертається до своєї квартири.
Вранці до нього приходить шеф, якому Джо заявляє, що ніякого інтерв'ю немає, а коли до нього з фотографіями завітав й Ірвін, Бредлі знаками просить нічого не повідомляти Геннесі. Коли редактор йде, Джо говорить своєму другові, що ніякої сенсації не буде. Ірвін заявив, що Джо, мабуть, збожеволів, але згодом погоджується з ним.
Закінчується фільм пресконференцією принцеси Анни для журналістів, серед яких вона з подивом бачить Джо Бредлі та Ірвіна Радовича. Джо у ході коротенького діалогу з принцесою натякає їй, що друкувати інформацію про її пригоди в Римі він не буде. А Ірвін дарує їй цікаві фотографії, на яких вона серед пам'яток культури та на танцмайданчику. Коли конференція закінчилася і принцеса зі сльозами на очах виходить із зали, Джо Бредлі не поспішаючи йде до виходу, пригадуючи ці коротенькі римські канікули…

## У ролях
- Грегорі Пек — репортер Джо Бредлі
- Одрі Гепберн — принцеса Анна
- Едді Альберт — Ірвінґ Радович
- Гартлі Павер — Геннессі, редактор Джо
- Гаркорт Вільямс[en] — посол країни принцеси Анни
- Маргарет Роулінґс — графиня Вереберґ
- Тулліо Кармінаті[en] — генерал
- Паоло Карліні — Маріо Делані, перукар
- Клаудіо Ермеллі — Джованні
- Паола Борбоні[en] — прибиральниця
- Ганс Гінріх[en] — лікар Боннаговен
- Лаура Соларі — секретарка містера Геннессі
- Альфредо Ріццо[en] — водій таксі
- Ґорелла Ґорі — вулична продавчиня взуття
- Таня Вебер — модель Ірвінґа

## Нагороди та номінації

### «Оскар»(1954)
- «Найкраща акторка» (Одрі Гепберн)
- «Найкращий сценарій» (Далтон Трамбо)
- «Найкраща робота костюмера»

### Інші нагороди
- Премія BAFTA (1954) — найкраща акторка (Одрі Гепберн)[7]
- Премія «Золотий глобус» (1954) — найкраща акторка (Одрі Гепберн)

### Номінації
- «Оскар» — «Найкращий фільм»
- «Оскар» — «Найкраща чоловіча роль другого плану» (Едді Альберт)
- «Оскар» — «Найкращий режисер» (Вільям Вайлер)
- «Оскар» — «Найкращий адаптований сценарій»
- «Оскар» — «Найкраща робота оператора»
- «Оскар» — «Найкраща робота художника»
- «Оскар» — «Найкращий монтаж»
- BAFTA — «Найкращий фільм»
- BAFTA — «Найкращий іноземний актор» (Едді Альберт)
- BAFTA — «Найкращий іноземний актор» (Грегорі Пек)

## Цікаві факти
- В 1999 році стрічка «Римські канікули» була зарахована до Національного реєстру фільмів США[6].
- Спочатку на роль принцеси Анни запрошували Джин Сіммонс[6].